# Sleep Token
Sleep Token este o formație de metal alternativ din Londra, Marea Britanie. Fondat în 2016, grupul este format dintr-un colectiv mascat, condus de liderul formației cunoscut sub pseudonimul "Vessel". Trupa este etichetată sub diverse genuri de muzică, printre care alternative metal, post-rock/metal, progressive metal si indie rock/pop. După debutul EP-ului lansat independent numit "One" în 2016, formația semnează un contract cu Basick Records si lansează un album continuare, Two, în 2017. În 2019 vor lansa primul album de studio "Sundowning", urmărit în 2021 de "This Place Will Become Your Tomb".

## Istoric

### 2016-2019: Începuturi
Sleep Token debutează în Septembrie 2016 cu primul lor single, Thread The Needle. Piesa a fost urmată de EP-ul debut One, care include două melodii adiționale si interpretări de pian pentru toate trei piesele. În Mai 2017, Sleep Token semnează un contract cu casa de discuri independentă Basick Records si anunță al doilea EP, Two, în Iulie. Înainte de publicarea EP-ului, formația lansează două single-uri - Calcutta în Mai si Nazareth în Iunie. În premiera exclusivă a publicației pentru "Calcutta", scriitorul Luke Morton al revistei Metal Hammer descrie melodia ca "O combinație unică si stranie între tehnical metal si un peisaj sonoric indie vast".  În recenzia sa al EP-ului "Two", Matt Corcoran menționează de asemenea combinația elementelor a mai multor genuri muzicale, explicând că "În aceste piese fermecătoare, trupa își păstrează promisiunea unei îmbinări a genurilor muzicale, de la light-indie atmosferic până la intensitatea asemănătoare cu Meshuggah, acoperind aproape tot spectrul muzical.
Tocmai înainte de lansarea EP-ului Two, Sleep Token își face debutul live în pub-ul The Black Heart din Londra pe 17 Iunie 2017. Show-urile din acest an avut loc la O2 Academy Islington, deschizând pentru formația norvegiană Motorpsycho în Octombrie, si la Student Central pentru artistul francez Pertubator în Decembrie. În prima jumătate din 2018, au deschis pentru trupa Loathe, alături de Holding Absence, au cântat la festivaluri precum Camden Rock si au cântat la Maida Vale Studios pentru BBC Radio 1 Rock Show. în Iunie formația lansează primul dintr-o serie de single-uri numit Jaws. În August lansează un cover al melodiei Hey Ya al duo-ului Outkast, înainte de apariția trupei la festivalurile Reading and Leeds din acea lună. În Octombrie, Sleep Token lansează The Way That You Were si participă pentru prima dată cu rolul de headliner la show-ul din Vechea Biserică a Sfântului Pancras. Conform surselor, biletele au fost vândute în doar 30 de secunde. Melodiile Jaws și The Way That You Were sunt lansate mai târziu împreună sub formă de disc vinyl pentru Record Store Day (ziua mondială a magazinelor de viniluri) în 2021.

### 2019-2022: Spinefarm și primele două albume
În Iunie 2019, Sleep Token semnează un contract cu Spinefarm Records, companie filială a familiei de case de discuri Universal. În același timp, primul album de studio al trupei, Sundowning, este confirmat să se lanseze in Noiembrie, prima piesa a albumului numită The Night Does Not Belong To God fiind publicată. Grupul va continua să publice melodii ale albumului odată la două săptămâni pana la lansarea intregului album. Sundowning a primit recenzii in general pozitive de la critici - editorialistul Tom Sheperd al revistei Kerrang! dă albumului un scor de 4 puncte din 5, scriind că "sunt momente intr-adevăr savuroase, si idei si experiențe unice", notând insă că "atmosfera intunecată constantă impletită cu ritmul lent si apatic incepe sa devină monotonă pe durata [albumului] de 50 de minute. Înainte de lansarea albumului, Sleep Token susține două concerte cu casă inchisă în Londra si Manchester, apoi pornesc in primul lor turneu în America de Nord, susținând grupul de metalcore Issues alături de Polyphia și Lil Arron.
După un scurt turneu în Marea Britanie la inceputul anului, numeroase concerte in care formația era inclusă au fost anulate in 2020 datorită pandemiei de COVID-19, printre care Knotfest Japan în Martie, Festivalul Download în Iunie si festivalul din Madrid, Mad Cool, în Iulie. În vară, formația lansează o versiune extinsă a albumului Sundowning cu patru piese noi cunoscute colectiv sub numele de "The Room Below", incluzând coveruri al melodiei lui Billie Eillish "When The Party Is Over" si al lui Whitney Houston "I Wanna Dance With Somebody (Who Loves Me). Grupul plănuia să se intoarcă la spectacolele live în Martie 2021 cu cinci concerte ce respectau standardele de distanțare socială numite "The Isolation Rituals" (Ritualurile izolării), însa acestea au fost în cele din urmă anulate datorită îngrijorărilor legate de pandemie. Au revenit eventual in vară, fiind capul de afiș al celei de a doua scene la Festivalul Download Pilot pe 18 Iunie. Cu o zi înainte, trupa anunță al doilea album This Place Will Become Your Tomb, urmat de un nou single, "Alkaline".
"Alkaline" este urmat in August si Septembrie de melodiile "The Love That You Want", respectiv "Fall For Me". This Place Will Become Your Tomb este lansat pe 24 Septembrie 2021 si va ocupa locul 39 in clasamentul muzical britanic si locul 13 in clasamentul muzical scoțian. Albumul a fost promovat într-un turneu cu de opt concerte din Marea Britanie si Irlanda cu sprijinul lui A.A. Williams. În Ianuarie 2022, Sleep Token apare pe coperta revistei Metal Hammer. În Aprilie, solistul trupei "Vessel" desfășoară un concert solo "intim" (alături doar de trei vocaliști) numit A Ritual from The Room Below. În Mai, grupa deschide pentru formația Architects alături de Malevolence intr-un turneu scurt in Marea Britanie, iar vara apar la festivalul Download. De asemenea, pornește într-un turneu în Australia cu trupa Northlane. Mai tărziu susțin trupele In This Moment, Nothing More și Cherry Bombs în America de Nord.